# Olympique Gymnaste Club de Nice 1935-1936
Questa voce raccoglie le informazioni riguardanti l'Olympique Gymnaste Club de Nice nelle competizioni ufficiali della stagione 1935-1936.

## Maglie e sponsor
| Manica sinistra · Maglietta · Maglietta · Manica destra · Pantaloncini · Calzettoni |

## Rosa
| N. |                           | Ruolo | Calciatore         |
| -- | ------------------------- | ----- | ------------------ |
|    | Francia (bandiera)        | P     | Jean Audibert      |
|    | Francia (bandiera)        | P     | Raoul Chaisaz      |
|    | Francia (bandiera)        | D     | Joseph Beraud      |
|    | Francia (bandiera)        | D     | Robert Costamagna  |
|    | Francia (bandiera)        | D     | Louis Faloci       |
|    | Cecoslovacchia (bandiera) | D     | Karel Kudrna       |
|    | Austria (bandiera)        | D     | Ernst Schulzendorf |
|    | Italia (bandiera)         | D     | Amleto Sclavi      |
|    | Francia (bandiera)        | C     | André Beraudo      |
|    | Francia (bandiera)        | C     | Vincent Gaillard   |
|    | Francia (bandiera)        | C     | Pierre Granier     |
|    | Francia (bandiera)        | C     | Georges Logez      |

| N. |                           | Ruolo | Calciatore        |
| -- | ------------------------- | ----- | ----------------- |
|    | Cecoslovacchia (bandiera) | C     | Antonín Moudrý    |
|    | Ungheria (bandiera)       | C     | Edouard Schubert  |
|    | Francia (bandiera)        | A     | Baptiste Astori   |
|    | Francia (bandiera)        | A     | Mohamed Boudjemaa |
|    | Francia (bandiera)        | A     | Jean Bouthiaux    |
|    | Francia (bandiera)        | A     | Émile Dubois      |
|    | Spagna (bandiera)         | A     | Feliciano Gomez   |
|    | Francia (bandiera)        | A     | Fernand Haussaire |
|    | Francia (bandiera)        | A     | Jean Gérin        |
|    | Francia (bandiera)        | A     | Armand Marino     |
|    | Francia (bandiera)        | A     | André Ripert      |